# Лейк Джаксън
Лейк Джаксън (на английски: Lake Jackson) е град в южната част на Съединените американски щати, част от окръг Бразория на щата Тексас. Населението му е около 27 хиляди души (2010).
Разположен е на 4 метра надморска височина в Крайбрежната низина на Мексиканския залив, на 17 километра от брега на Мексиканския залив и на 82 километра южно от централната част на Хюстън. Създаден е официално през 1944 година, като е изграден от химическата компания „Дау Кемикъл“ (днес част от „ДауДюПон“) във връзка със строителството на голям завод. И в наши дни химическата промишленост е в основата на икономиката на града.

## Известни личности
Родени в Лейк Джаксън
- Селена (1971 – 1995), певица